# 優&魅衣
『優&魅衣』（ゆうあんどみい）は、あろひろしによる日本の漫画作品。

## 概要
初掲載は『月刊少年ジャンプ』1983年9月号。その後、1984年12月号から1988年7月号まで連載。『月刊少年ジャンプオリジナル』1988年2月増刊号と同年5月増刊号には外伝が、1989年2月増刊号には番外編が掲載された。1987年9月25日にはワーナー・パイオニアからイメージアルバムが発売されている。

## あらすじ
田舎から都会の寸鯉（すんごい）学園へと転校してきた高校生・相夢優は矢荷成荘（やになりそう）へ下宿することになったのだが、そこで幽霊の少女・魅衣と不本意ながら同居することとなる。他の住人も異常かつ非常識な人達ばかりで、優は憂鬱な生活を送ることになるのだが、実は彼もまた、異常な体質を持っていた…。

## 登場人物

### 矢荷成荘の住人
住人たちのほぼ全員が酒好きで、事あるごとに宴会を開く。家賃の滞納も日常茶飯事で、大家の悩みの種（あるいは生き甲斐）となっている。
相夢優（あいむ ユウ）
高校2年生。身長172cm。田舎の高校から都会の寸鯉学園に転校してきた。矢荷成荘の201号室に下宿するようになって以降、異常な住人たちに囲まれ悩みの日々を過ごすが、実は彼自身も、普段かけている丸い伊達メガネを外すと野生化して暴れまわる（野生化中の記憶は無い）特異体質の持ち主だった。
温和で優柔不断、頼まれたら嫌とは言えない性格。魅衣の巻き起こしたトラブルが原因で留年し、なりゆきで寸鯉学園生徒会公認の独立治安委員長と南部番長連合総長の地位に就く。苛酷な環境で生まれ育ったため、普段（メガネ着用中）でもすさまじい体力と頑丈さを誇る。
魅衣（ミイ）
幽霊の少女。身長168cm。明るくてイタズラと悪ふざけが大好きという、幽霊離れした性格。空を飛ぶ・物を素通りする・姿を消す・他人の体を乗っ取って操る・火の玉を操って周囲を照らす等の能力を持つ。矢荷成荘の201号室の住人に憑り付き、作中では優と同居を始める。生前については「過激な漫才師の父と、天才女優の母を持つ」ということ以外は謎に包まれていたが、とある事情により本人にもその記憶がなかったことが物語終盤で判明する。
大矢藍（おおや アイ）
矢荷成荘の大家の娘。相夢優のクラスメートだったが、作品中盤で優が落第したために学年がずれる。真面目で優しい性格で、ミス寸鯉に選ばれる容姿の持ち主。矢荷成荘の外では普通の格好をしているのだが、自宅では重いプレートアーマーを着ているため鍛えられており、怪力を誇る。優のことが好き。
大矢雄也（おおや おや）
藍の父親。娘と違って矢荷成荘の外でも甲冑姿を通しており、素顔は不明。
本職は寸鯉銀行の支店長。銀行での仕事中は甲冑の上から背広を着ている。大家の仕事は趣味でおこなっており、住人から家賃を取り立てることを生き甲斐としている。月々の取り立てと年末に忘年会を兼ねて行われる攻防戦は過程自体を楽しんでおり、取り立て期限が過ぎると不払い分は無効としている。
藍の母親
本名不明。雄也同様、作中で素顔を見せたことが無い。店子に対して世話好きな一面を見せる。
小倉杏（おぐら あん）
202号室の住人。身長185cm。角刈りで学ラン着用で威勢がよく、まるで応援団員のようだが、職業は「少女ジャンプ」などで活躍する少女漫画家。その部屋は本とゴミで埋め尽くされている。締め切り破りの常習犯で、締切日前後にはいつも担当編集者を相手に忍術合戦のような攻防を繰り広げる。人気作家であるにもかかわらず貧乏生活をしているが、その理由は連載終了後の番外編で明かされることとなる。
日向輝明（ひなた てるあき）
203号室の住人。名前とは対照的に外見や性格はとにかく暗い。趣味は自殺の名所巡りと、他人に呪いをかけること。好きな曲はさだまさしの「防人の詩」。交換日記や文通の相手を常に探している。職業は不明。虚弱そうな外見に反して、小倉たちの芸に平然とついていくなど超人レベルの身体能力を持つ。
落ち込むと地球の自転に取り残されて、相対的に超音速で西の方角に飛んでいくという芸を持ち、「マッハで静止する男」と呼ばれている。
無頼出真理（ぶらいで まり）
205号室の住人。デパート勤務のキャリアウーマン。身長175cm。かつて「ブラディ=真理」というリングネームで女子プロレスラーをしていた。現在でも日々のトレーニングは欠かしておらず、怪力などの身体能力は健在。過去の経歴を隠すため、人前では常に覆面レスラー用のマスクを着けている。寸鯉学園の卒業生でもある。
作中で行われた見合い話も断るなど、浮いた話の無いことは小倉からも不思議に思われているが、その理由は連載終了後の番外編で明かされることとなる。
剛田業（ごうだ かるま）
206号室の住人。20歳（初登場時）。身長110cm。一流中学を（年ごとに志望校を変えつつ）受験し続けるが8浪中（作中で10浪目に突入）。元々は（色黒ではあったものの）普通の人間同様の容姿をしていたのだが、合格するまで髪を切らないと願掛けをしたため、いつしか全身が体毛に覆われ、モップのような姿（と身体構造）になってしまった。
学力自体は高く、高校生である優の家庭教師が務まるほどだが、机アレルギーのため机の前に座ると爆発を起こしてしまい、そのせいでまともに受験ができず不合格を繰り返し、各中学校では危険人物として指名手配されている。ただし小倉のアシスタントをしているときは平気で机に向かっているため、アレルギーは勉強机にしか反応しないようである。連載終了後の番外編ラストでは、なんとか中学に入学するものの留年を繰り返し、優の娘と同級生となっている。
モデルは漫画家の毛羽毛現。ただし作者によれば、元々は創作によるキャラクターで、連載開始後に毛羽毛と知り合って以降、容姿と性格が彼（の自画像）に近づいていったとのこと。後の作品『みがわりアクシデンツ』にもゲスト出演し、その際に上述の机アレルギーに対して「試験に対する極度の緊張から来るもの」と説明されている。
長老
本名不明。矢荷成荘に300年間住み続けているマペットのような老人。アカザの杖を持ち、蓑と笠を身につけ、頭にはパンティーを被っている。矢荷成荘の古い言い伝えに詳しく、著書「矢荷成荘全史」は150巻に及ぶ大作。
綾町迷子（あやまち マイコ）
綾町財閥の当主の孫。寸鯉学園1年生だが、外見・精神共に実年齢よりずっと幼く見える恐怖の無思考娘。後頭部の大きなリボンがトレードマーク。藍と共にミス寸鯉に選ばれた。早くに両親を事故で亡くしているが、地球外から来たという父親の血を受け継ぎ、お尻にはウサギのような尻尾が生えている上、満月を見ると兎娘に変身してしまう。
不良に絡まれた時に優（の体を乗っ取った魅衣）に助けられ、それ以降優に想いを寄せるようになる。変身体質をカムフラージュするために（本人の意識では「大好きな相夢センパイといっしょにいるために」）矢荷成荘に越してきた。
池内朱人芽丸（いけうち あとめまる）
池内グループの次期当主。学生服姿にチョンマゲ頭の男性。綾町迷子に政略結婚を申し込むために矢荷成荘に引っ越してきた。（事前調査で迷子と間違えた）魅衣のことも気に入り、愛人にしようと目論む。金持ちの息子として甘やかされて育ったためか、庶民の常識に疎いが、細かいことはまったく気にしない。執事頭の奥三飯太郎（おくみつ いいたろう）率いる「執事隊」を常に従え、号令に応じて様々な舞台装置を展開させる。

### 相夢家
優を含めた4人とも、普段は「文明の象徴」である眼鏡をかけることで自分は文明人であると思い込み、暴走する本能を抑え込んでいるが、眼鏡が外れると理性を失って性格が反転し、それぞれ違った反応を見せる。
相夢由和（あいむ ユワ）
優の姉。厳格な性格。普段は実家を離れて生活しているようだ。眼鏡が外れると種族保存本能が暴走して発情する。
相夢湯杏（あいむ ゆあず）
田舎に住む優の父。優が留年したと聞いても気にしないなど豪快な人物で、酒の飲み比べで小倉を負かすほどの酒豪でもある。眼鏡が外れると自己防衛本能が暴走して極端に臆病になる。
相夢夕（あいむ ゆう）
田舎に住む優の母。貞淑な女性。息子である優と名前の発音が同じであるため、湯杏は彼女のことを「お夕」と呼ぶ事で区別している。眼鏡が外れると食欲が暴走して手近な食料に喰らいつく。

### その他
出手恋斜三（でてこい しゃざん）
寸鯉学園の数学教師で、優たちの学年の学年主任。真理の在校当時から寸鯉学園で教職に着いていた模様。『大魔王シャザーン』のような奇抜な髪や髭とは裏腹に、至ってまともな性格だが、初登場時はきつい冗談を飛ばす一面も見せていた。
屋色さかえ（ヤシキ さかえ）・山乃神狗郎（ヤマノカミ クロウ）・本田抜作（ホンタ ヌキサク）
優の幼馴染の3人組。田舎での優の唯一の友達だったが、狗郎ののぞき癖や抜作（通称・ポン田）の盗み食い癖などのせいで、優からは疫病神扱いされている。正体はそれぞれ、座敷童子・カラス天狗・化けダヌキ。
寸鯉学園校長
本名不明。禿げ頭に口ひげを生やし眼鏡をかけた男性。巨大ロボットに対するこだわりが強く、校舎の変形機能はすべて彼の趣味によるもの。
担当
本名不明。眼鏡をかけた小太りの男性。小倉の漫画を掲載している雑誌の編集者。原稿の取立てのために国内のあらゆる場所まで追いかけてくるほど仕事熱心で、小倉とも対等以上に渡り合える身体技能を持つ。
私立地核野（ちかくの）高校総長
近隣の学校を支配下に置く実力者で、女好き。寸鯉学園の支配を賭けて優に決闘を申し込む。
実は南部番長連合の総長でもあったのだが、優に敗れたことでその地位を明け渡した。以後は副総長として、新たに総長となった優のサポートに回り、不在の際には代理として連合の指揮をとる。
死神
大鎌をたずさえた少女。死者を三途の河に案内する役目を担っている。魅衣と仲が良く、「死神ちゃん」と呼ばれている。成仏を渋る魅衣に、道中寂しくないように道連れをつけるため、優の命を狙った（ただし死神が直接手を下すことは禁じられているため、事故の発生率を高めるという方法を取っている）。
当初、フキダシは彼女専用のものが使われていたが、連載終盤で再登場したときには通常のフキダシに変更された。
ゴンザレス
代々矢荷成荘の世話を見ている大工（初代はポルトガル人）で、作中に登場するのは十二代目の老人。「ゴンザ」「ゴンじい」と呼ばれる。背中に「権」の字が描かれた羽織を常に着ている。「今世紀最後の名人」と称されるほどの腕を持ち、頻繁に破壊される矢荷成荘がすぐに元に戻るのはこの人のおかげである。江戸っ子気質で威勢がよく面倒見もいいが、歳のせいか時折認知症状態になる。
魔院美影（マイン みかげ）
北部番町連合総長を務める女学生。スケ番らしいロングスカートの中には容積を無視してさまざまな道具が隠されており、「鬼姫・美影」と呼ばれ恐れられている。
紫藺（しい）という女子大生の姉と、葉杏（はあず）という小学生の妹がおり、三姉妹揃って優に惚れ込むことになる。おじが神社を経営しており、正月などには巫女のアルバイトをしている。
奈緒（なお）
化け猫。かつて優に命を救われたことがあり、その恩返しを果たすため人間の女に化け、矢荷成荘にやって来た。猫としての本能が強く、恩返しどころか余計なトラブルを招いてばかりいる。
氷頭（ひず）
藍に近づき彼女を口説き落とそうとする若い男。その行動の裏には真の目的が隠されていた。
道尾幸司（みちお こうじ）
普段はどこにでもいるような社会人だが、ひとたび事件が起こるとヘルメットを被りツルハシを振るって町の道路を掘り返す変態。登場してもストーリーやメインキャラには全く絡まず、我が道を進む特異な人物。彼を主役とした外伝作品が二本、単行本最終巻に収録されている。

## 物語の舞台
矢荷成荘（やになりそう）
優が住むことになった下宿。木造2階建て、正確な部屋数は不明。台所は各部屋にあるがトイレは共同。風呂も大家一家専用のものしかないため、住人達は近所の銭湯「とらばあ湯」を利用している。家賃はたいへん安いとされているが、住人のほとんどは収入の大半を宴会の酒（と肴となる料理）代に当てているため、それすら払うことができずにいる。
しばしば住人たちによる宴会や、家賃を滞納している住人と大家との攻防戦が繰り広げられる。特に年末年始の数日間にわたるノンストップ耐久宴会は、地域の風物詩となっているが、その壮絶な芸に巻き込まれたり芸を強要されたりしたために宴会恐怖症に陥ってしまう者も大勢いるという。
廊下の奥は果てしなく続いており、奥地には太古の昔より代々店子たちが住み続けているとされている。
寸鯉学園（すんごいがくえん） / 寸鯉高校（すんごいこうこう）
優たちの通う高校。矢荷成荘から約20km離れた場所にある。作中何度も倒壊しては建て直され、その度に飛行・巨大ロボットへの変形・合体などの機能が付加されていく。作品の初期は「寸鯉学園」という校名だったが、作品終盤ではなぜか「寸鯉高校」と改名している。
（名称不明）
真理の在校当時の校舎。この頃はステレオタイプな学校の外見だった。彼女達の卒業後すぐに改築されたとされている。
（名称不明）
優が転校して来た時点での校舎。そのデザインは後の新校舎シリーズにつながっているが、この校舎自体の特別な機能は明かされていない（校長の発言から、何の機能もない可能性もある）。魅衣が呼び集めた怪異によって崩壊し、優がその責任を負わされて一ヶ月の停学となり、試験を受けられず留年した。
新校舎Mk.II（マークツー）
飛行形態への変形が可能だが、改修直後のコンクリートが乾ききっていない状態で飛ばした為、空中で崩壊しそのまま墜落。
新校舎Mk.III（マークスリー）
長い期間かけても完成しなかった新校舎をゴンザレスが午前中のみで完成させたが、その日の晩に破壊された。校舎形態・飛行形態・歩行形態の3つに変形する。
新校舎νグレート（ニュー - ）
第六十二回寸鯉高校卒業式と同じ日に落成式が行われた。校舎形態から飛行形態プロックA・Bに分離し、歩行形態に変形合体（スタンディング=フォーメーションチェンジ）する。落成式の最中、校舎としては致命的な欠陥が発覚。後に起こる不良の喧嘩に利用されて破壊された。
究極校舎スンゴイオー
連載終了後の番外編に説明のみ登場。歴代校舎の機能に加えて着せ替え機能がついている。
相夢家
優の実家。最寄り駅の「土井中（どいなか）駅」から山二つ越えたところにあり、現在も両親が住んでいる。周囲は日本最大の秘境といわれる途方もない山奥で、「百獣の王」と称される凶暴な肉食生物が徘徊し、探検隊が調査にやってくるほど。電気も電話も通じていないが、裏山から湧出する原油を利用して自家発電をおこない、近隣との連絡には狼煙を用いている。

## イメージアルバム
CDとLPが1987年9月25日ワーナー・パイオニアより発売された。
キャスト
- 相夢 優 - 塩屋翼
- 魅衣 - 川浪葉子
- 大矢 藍 - 荘真由美
- 綾町 迷子 - 江森浩子
- 小倉 杏 - 銀河万丈
- 剛田 業 - 堀川亮
- 日向 輝明 - 戸谷公次
- 無頼出 真理 - 一本木蛮
- 大家（父） - あろひろし

音楽
すぎやまこういち、なぎら健壱、田中公平、小坂明子など。
- このイメージアルバムは「イメージカプセル」のブランド名で作られており、イメージカプセルにおいてアルバム化された漫画作品群は制作スタッフが同じである事から、起用される作曲家や歌手、構成（最初に序章、2曲目にオープニング相当の歌、A面の最後に漫画家の協力した曲、B面の最初はBGM風…）などもよく似ている。特にドラマを収録した作品では、同じイメージカプセルの他作品の曲をBGMとして（場合によっては歌入りの曲から歌を抜いて）流用する例が多い。当作には山本貴嗣『エルフ17』、ゆうきまさみ『究極超人あ〜る』、柊あおい『星の瞳のシルエット』などの曲が流用され、逆に本作の曲が『あ〜る』に流用されてもいる。また『超新星フラッシュマン』のBGMも『あ〜る』『優&魅衣』に流用されているが、これは田中公平が前3者いずれの作品も担当していたため。

## 単行本
- ジャンプ・コミックス（集英社） 全8巻
  1. 　1986年3月15日発行(ISBN 4-08-852561-2)
  2. 　1986年6月15日発行(ISBN 4-08-852562-0)
  3. 　1986年9月15日発行(ISBN 4-08-852563-9)
  4. 　1987年3月15日発行(ISBN 4-08-852564-7)
  5. 　1987年9月15日発行(ISBN 4-08-852565-5)
  6. 　1988年2月15日発行(ISBN 4-08-852566-3)
  7. 　1988年10月15日発行(ISBN 4-08-852567-1)
  8. 　1989年2月15日発行(ISBN 4-08-852568-X)

- ジャンプコミックスセレクション（ホーム社発行・集英社発売） 全5巻
  1. 　1995年8月26日発行(ISBN 4-8342-1451-6)
  2. 　1995年9月24日発行(ISBN 4-8342-1452-4)
  3. 　1995年10月24日発行(ISBN 4-8342-1453-2)
  4. 　1995年11月22日発行(ISBN 4-8342-1454-0)
  5. 　1995年12月13日発行(ISBN 4-8342-1455-9)